# Hufbeinsenkung
Eine Hufbeinsenkung ist ein Krankheitssymptom bei Pferden, das vor allem im Zusammenhang mit einer Hufrehe auftritt. Durch die Entzündungsvorgänge kommt es zu einem Verlust der Verbindung zwischen Hufbein und Huf (Hufträger). Durch den Zug der tiefen Beugesehne wird die Spitze des Hufbeins in Richtung Sohle gekippt. Folgen sind starke Schmerzen, verstärkte Pulsation der Hauptmittelfußarterien und Ödematisierungen. Die Schmerzen können dazu führen, dass das Pferd nicht mehr aufstehen will. Die Diagnose wird durch eine Röntgenaufnahme gestellt. Hierbei wird eine Vergrößerung der H-L-Zone (Abstand zwischen Rückenseite des Hufbeins und Rückenseite der Hufkapsel) festgestellt, die Sohlendicke ist vermindert. Die Diagnosesicherung wird durch ein Venogramm gestellt, dabei zeigt sich ein nahezu vollständiger Verlust der Blutversorgung unterhalb des Kronrands. Ziel der Behandlung ist es, sofort den Huf aus der Belastung zu nehmen. Die gelöste Hufwand wird abgetragen und ein Gipsverband angelegt. Am Röhrbein werden querverlaufende Pins eingebracht und das Tier in einem Hebegeschirr aufgehängt.